# L'Arche (revistă literară)

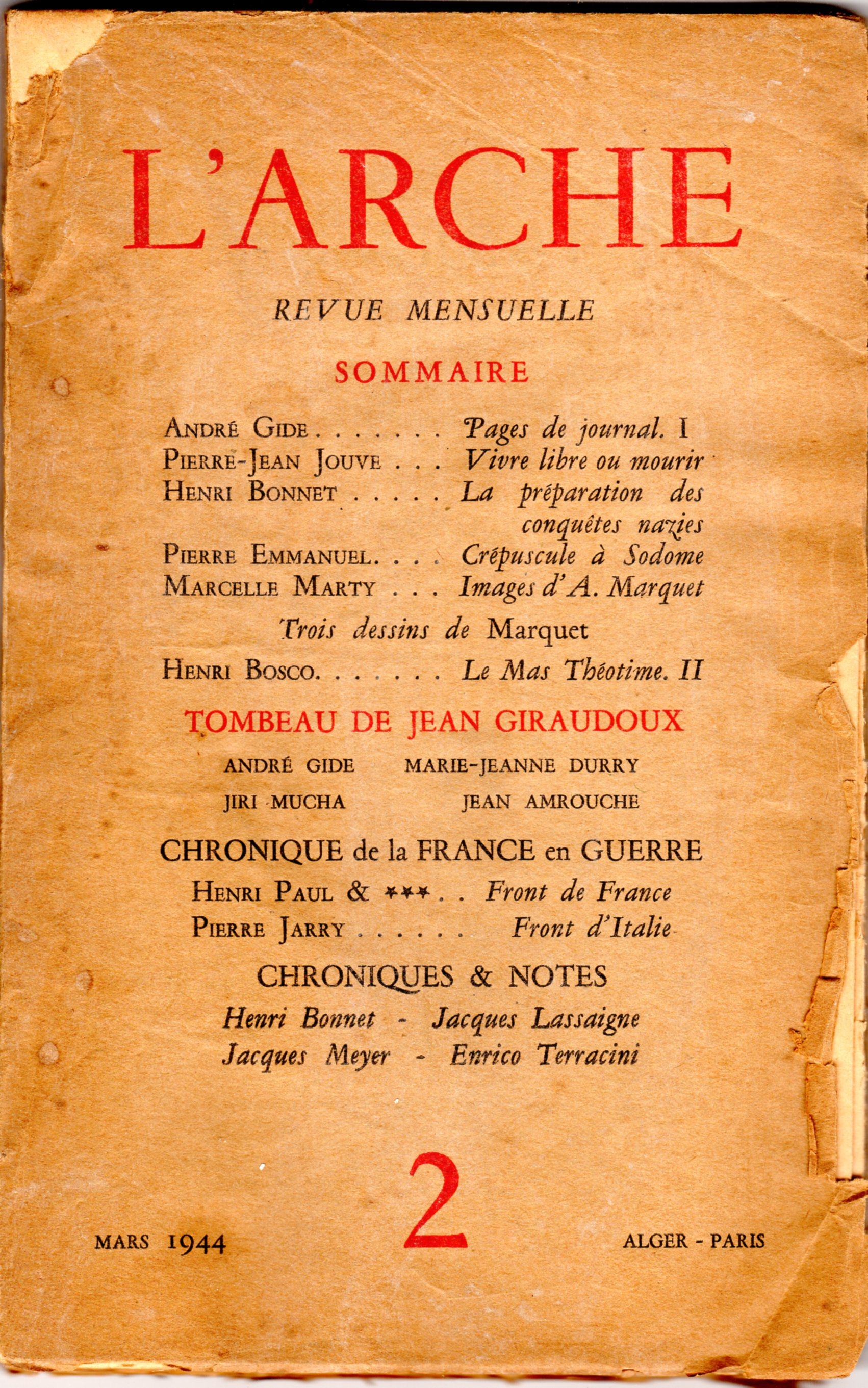
Coperta nr. 2 al revistei L'Arche, martie 1944

L'Arche este o revistă literară franceză lunară fondată la Alger în 1944, în contextul anterior Eliberării Franței, de către poetul și jurnalistul Jean Amrouche, împreună cu Jacques Lassaigne, sub patronajul lui André Gide.
Revista a fost redactată de Edmond Charlot, care era cel mai mare editor francez din Alger. Deși a apărut în condiții materiale dificile, în plină penurie de hârtie, L'Arche a încercat să pregătească Eliberarea Franței pe plan literar; aici au colaborat unii dintre cei mai prestigioși scriitori francezi printre care André Gide, Pierre-Jean Jouve, Pierre Emmanuel, Henri Bosco, Mary-Jane Dury, Henri Paul, Pierre Jarry, Jacques Lassaigne, Jacques Meyer etc. Revista a publicat sub formă de foileton romanul Le Mas Théotime al lui Henri Bosco, care a obținut, în același an, Premiul Renaudot.
După Eliberarea Franței, revista a început să fie editată la Paris; au apărut 26 de numere între anii 1944 și 1947.
Există un Manifeste de l'Arche.